# Hayato Asakawa
Hayato Asakawa (浅川 隼人 Asakawa Hayato?), född 10 maj 1995 i Chiba prefektur, är en japansk fotbollsspelare.
Asakawa började sin karriär 2018 i YSCC Yokohama. Han spelade 32 ligamatcher för klubben. 2020 flyttade han till Roasso Kumamoto.